# Oleria zarepha
Oleria zarepha är en fjärilsart som beskrevs av William Chapman Hewitson 1869. Oleria zarepha ingår i släktet Oleria och familjen praktfjärilar. Inga underarter finns listade i Catalogue of Life.